# Wadym Matwijenko
Wadym Wołodymyrowycz Matwijenko, ukr. Вадим Володимирович Матвієнко, ros. Вадим Владимирович Матвиенко, Wadim Władimirowicz Matwijenko (ur. 26 października 1948 w Aktiubińsku, Kazachska SRR) – ukraiński piłkarz i trener piłkarski.

## Kariera piłkarska
Wychowanek klubu Komunareć Komunarsk (do 1964 nazywał się Metałurh), w barwach którego rozpoczął karierę piłkarską. Potem występował w klubach Szachtar Krasnyj Łucz i Szachtar Oleksandria oraz amatorskich zespołach Ukraińskiej SRR i Rosyjskiej FSRR.

## Kariera trenerska
Po zakończeniu kariery piłkarskiej rozpoczął pracę szkoleniowca. W 1994 dołączył do sztabu szkoleniowego Stali Ałczewsk, w którym pomagał Anatolijowi Wołobujewu trenować zespół. Od 12 sierpnia do 17 listopada 1998 pełnił obowiązki głównego trenera klubu. Potem kontynuował pracę jako asystent Wołobujewa. Od czerwca 2006 poszukiwał młode talenty dla Stali Ałczewsk. 24 marca 2008 został zaproszony do sztabu trenerskiego Zorii Ługańsk, w którym pracował do czerwca 2009.

## Sukcesy i odznaczenia

### Sukcesy trenerskie
Stal Ałczewsk (jako asystent)
- mistrz Ukraińskiej Pierwszej Ligi: 2004/05
- wicemistrz Ukraińskiej Pierwszej Ligi: 1999/00
- brązowy medalista Ukraińskiej Pierwszej Ligi: 1995/96